# Bon Appétit (czasopismo)
Bon Appétit – amerykański magazyn o tematyce kulinarnej. Wychodzi jako miesięcznik, a jego pierwszy numer ukazał się w 1956 roku (wówczas jako dwumiesięcznik).